# Høgskolen i Nesna
Høgskolen i Nesna (HiNe, HiNesna; engelsk: Nesna University College) er en af 24 statslige højskoler (svarende i Norge og den næstældste højere undervisningsinstitution i Nord-Norge.
Uddannelsesinstitutionen ligger i Nesna i Nordland, og blev etableret i 1918 og har 1140 studerende og 130 ansatte.
Fra den 30. september 2015 arbejder et fællesstyre på en fusion mellem Universitetet i Nordland, Høgskolen i Nesna samt Høgskolen i Nord-Trøndelag som skal træde i kraft fra 1. januar 2016. 

## Medarbejdere
- Mari Boine, professor II i musik 2008-2011